# Phyllergates
Phyllergates (лат.) — род птиц, которых ранее относили к роду Orthotomus. Однако исследования показали, что принадлежат в семейству ширококрылых камышевок.
Они встречаются в тропиках Старого света, главным образом в Азии.
Эти птицы, как правило, ярко окрашены, с зеленой или серой верхней стороной тела и желто-белым или серым нижней. На голове у них часто каштановая шапочка.
Phyllergates имеют короткие округлые крылья, короткие хвосты, сильные ноги и длинные изогнутые клювы. Хвост, как правило, держится в вертикальном положении, подобно крапивнику. Их, как правило, наблюдают в открытых лесах и рощах, в зарослях кустарников или в садах.
Phyllergates называют портнихами из-за того, как они строят гнездо. Они прокалывают края большого листа дерева и сшивают края с помощью растительных волокон или паутины пауков. Этот сшитый лист является основой, в которой они затем строят своё гнездо из различных растительных материалов.

## Список видов
Международный союз орнитологов относит к роду 2 вида:
- Phyllergates cucullatus — Горная портниха[3]
- Рыжеголовая портниха[4], Phyllergates heterolaemus